# Heiligenbeil (concentratiekamp)
Heiligenbeil was een concentratiekamp tijdens de Tweede Wereldoorlog. Het was gelegen nabij Danzig en stond onder toezicht van het grotere concentratiekamp Stutthof. Het was genoemd naar de Oost-Pruisische stad Heiligenbeil, het tegenwoordige Mamonovo.
Het kamp werd in gebruik genomen op 21 september 1944 en deed slechts dienst tot de bevrijding door het Rode Leger op 15 januari 1945.
Alfabetisch op naam.  Indien een kamp meerdere rollen had, staat het in de "hoogste" groep.
Zie ook: Lijst van naziconcentratiekampen · Jappenkampen in Nederlands-Indië · Lijst van jappenkampen